# Arsago Seprio
Arsago Seprio est une commune de la province de Varèse dans la région Lombardie en Italie.

## Toponyme
Provient du nom Arcius, Artius ou Arsius (variantes Aretius ou Aritius). La spécification, ajoutée en 1948, se réfère à Castelseprio.

## Administration
| Période                                  | Période  | Identité           | Étiquette | Qualité    |
| ---------------------------------------- | -------- | ------------------ | --------- | ---------- |
| 08/06/2009                               | En cours | Claudio Montagnoli |           | professeur |
| Les données manquantes sont à compléter. |          |                    |           |            |

### Hameaux
Arsago Seprio C.na Ronco di Diana, C.na Vernolo, Palude Pollini, Monte della Guardia, Monte Cucco, Monte Brano, C.na Risora, Valle Bagnoli, M.o. Peschiera, Ponte Laveggio, Santa Cosma, Case Gobbie